# Мантере, Оскари
Оскари Мантере (фин. Oskari Mantere; 18 сентября 1874, Хаусъярви, Тавастгусская губерния — 9 декабря 1942, Хельсинки) — финский педагог, просветитель, государственный и политический деятель.

## Биография
Родился в крестьянской семье, окончил Хельсинкский университет в 1899 и получил степень бакалавра философии, после чего преподавал в школе в Хельсинки финский язык. Защитил в 1907 диссертацию по истории и методологии образования, разработал проект реформы образования в стране, которая не была осуществлена при его жизни, а реально была проведена лишь в 1960-е. С 1924 года вплоть до своей смерти был директором школьного совета.
С 1919 по 1938 год был депутатом парламента Финляндии от Национальной прогрессивной партии. С ноября 1922 по январь 1924 года занимал пост министра социальных дел в первом кабинете К.Каллио, с мая 1924 по март 1925 года — заместителя министра образования в кабинете Л.Ингмана. С 22 декабря 1928 по 16 августа 1929 года был премьер-министром коалиционного правительства (Национальной прогрессивной и Национальной коалиционной партий).
С декабря 1932 по октябрь 1936 года был министром образования в кабинете Т.Кивимяки. В этом качестве он также был делегатом в 1933 году на конференции Лиги Наций в Женеве.